# Leslie Bibb
Leslie Louise Bibb (Bismarck, 17 de novembre de 1974) és una actriu de cinema, televisió, productora i model nord-americà. Bibb és la menor de quatre germanes. El seu pare va morir quan tenia tres anys. Posteriorment es va mudar amb la seva família a Richmond, Virgínia, on va assistir al col·legi femení Saint Gertrude.

## Model
El programa d'Oprah Winfrey i l'Agència Elite van dur a terme una cerca de models a tot el país. La mare de Leslie va presentar les fotos de la seva filla de 16 anys. El jurat, format per celebritats com John Casablanca, Naomi Campbell, Linda Evangelista i Iman, va triar com a guanyadora Leslie, després de la qual cosa va anar a Nova York per signar un contracte amb l'agència Elite. Aquest mateix estiu va modelar i va anar al Japó. Posteriorment ha aparegut en produccions de les revistes Maxim i FHM .

## Carrera
El seu primer paper va ser en la pel·lícula Private Parts . Després va intervenir en la segona temporada de la sèrie de televisió The Big Easy .
Leslie també ha participat en sèries com ER, CSI: Miami i Line of Fire .
El 1999 – 2001, va protagonitzar la sèrie de televisió Popular . També va participar en un episodi de Nip/Tuck el 2004.
El 2008 va participar en Iron Man interpretant el paper de Christine Everhart, una corresponsal que treballa per a la revista Vanity Fair ; un paper que va tornar a interpretar el 2010 a Iron Man 2 .

## Vida personal
Bibb es va casar amb el banquer Rob Born el 22 de novembre de 2003, a Zihuatanejo, Mèxic. La parella es va divorciar el 7 de desembre del 2004. Des del 2007 té com parella l'actor nord-americà Sam Rockwell, amb qui va actuar a Iron Man 2 .

## Filmografia
| Pel·lícula    | Pel·lícula                                  | Pel·lícula                             | Pel·lícula |
| Any           | Títol                                       | Rol                                    | Notes |
| ------------- | ------------------------------------------- | -------------------------------------- | --- |
| 1997          | Private Parts                               | WNBC Guía Turística                    | |
| 1997          | Touch Me                                    | Fawn                                   | |
| 1999          | This Space Between Us                       | Summer                                 | |
| 2000          | The Young Unknowns                          | Cassandra                              | |
| 2000          | The Skulls                                  | Chloe Whitfield                        | |
| 2001          | See Spot Run                                | Stephanie                              | |
| 2004          | Take Care                                   | Frannie                                | |
| 2006          | Wristcutters: A Love Story                  | Desiree                                | |
| 2006          | Talladega Nights: The Ballad of Ricky Bobby | Carley Bobby                           | |
| 2007          | My Wife Is Retarded                         | Julie                                  | Curtmetraje |
| 2008          | Iron Man                                    | Christine Everhart                     | |
| 2008          | The Midnight Meat Train                     | Maya                                   | |
| 2009          | Confessions of a Shopaholic                 | Alicia Billington                      | |
| 2009          | Law Abiding Citizen                         | Sarah Lowell                           | |
| 2010          | Iron Man 2                                  | Christine Everhart                     | |
| 2010          | Miss Nobody                                 | Sarah Jane McKinney                    | Boston Film Festival — Millor actriu                                                                                       |
| 2011          | Zookeeper                                   | Stephanie                              | |
| 2011          | A Good Old Fashioned Orgy                   | Kelly                                  | |
| 2012          | Movie 43                                    | Mujer Maravilla                        | Segment "Robin's Big Speed Date"                                                                                           |
| 2014          | No Good Deed                                | Meg                                    | |
| 2014          | Flight 7500                                 | Laura Baxter                           | |
| 2016          | The Hindenburg Explodes!                    | Johanna Streubel                       | Telefilm |
| 2017          | The Dark of Night                           | —                                      | Curt |
| 2017          | Awakening the Zodiac                        | Zoe Branson                            | |
| 2017          | To the Bone                                 | Megan                                  | |
| 2017          | The Babysitter                              | Phyliss Johnson                        | Netflix Original Movies |
| 2018          | Tag                                         | Susan                                  | |
| 2020          | The Babysitter: Killer Queen                | Phyliss Johnson                        | Netflix Original Movies |
| 2020          | The Lost Husband                            | Libby Moran                            | |
| 2022          | The Inhabitant                              | Emily Haldon                           | |
| 2023          | About My Father                             | Ellie                                  | |
| 2024          | Juror No. 2                                 | Denice Aldworth                        | |
| Directe a DVD |                                             |                                        | |
| Any           | Títol                                       | Rol                                    | Notes |
| 2007          | Sex and Death 101                           | Dra. Miranda Storm                     | |
| 2008          | Trick 'r Treat                              | Emma                                   | |
| Televisió     |                                             |                                        | |
| Any           | Títol                                       | Rol                                    | Notes |
| 1996          | Pacific Blue                                | Nikki                                  | Episodi "Wheels of Fire"                                                                                                   |
| 1996          | Home Improvement                            | Lisa Burton                            | Episodi "No Place Like Home"                                                                                               |
| 1997          | Just Shoot Me!                              | Nikki                                  | Episodi "Secretary's Day"                                                                                                  |
| 1997          | Fired Up                                    | Lana                                   | Episodi "The Rules" |
| 1997          | The Big Easy                                | Janine Rebbenack                       | 13 Episodis |
| 1998          | Astoria                                     |                                        | Pilot |
| 1998          | Something So Right                          | Tina                                   | Episodi "Something About a Double Standard"                                                                                |
| 1998          | Early Edition                               | Emily Harrigan                         | Episodi "Lt. Hobson, U.S.N."                                                                                               |
| 1999          | Sons of Thunder                             | Nancy Jones                            | Episodi "Daddy's Girl" |
| 1999–2001     | Popular                                     | Brooke McQueen                         | 43 Episodis Teen Choice Award for Television Choice Actress Nominated—Young Hollywood Award for Exciting New Face – Female |
| 2002–2003     | ER                                          | Erin Harkins                           | 8 Episodis |
| 2003–2004     | Line of Fire                                | Paige Van Doren                        | 13 Episodis |
| 2004          | Capital City                                | Paige Armstrong                        | Pilot |
| 2004          | Nip/Tuck                                    | Naomi Gaines                           | Episodi "Naomi Gaines" |
| 2005          | Hitched                                     | Emily                                  | Pilot |
| 2005–2007     | Crossing Jordan                             | Det. Tallulah 'Lu' Simmons             | 14 Episodis (5x05-6x03) |
| 2007          | CSI: Miami                                  | Beth Selby/Cayla Selby/Ashley Whitford | Episodi "Triple Threat" |
| 2007          | Entourage                                   | Laurie                                 | Episodi "Gotcha!" |
| 2007          | Atlanta                                     | Jessica                                | Pilot |
| 2009          | Kings                                       | Katrina Ghent                          | 5 Episodis |
| 2010          | The League                                  | Meegan                                 | Episodis "The Draft" i "The Anniversary Party"                                                                             |
| 2011          | Funny or Die presents...                    | Una chica                              | 1 Episodi |
| 2011          | GCB                                         | Amanda Vaughn                          | |
| 2014          | The Following                               | Jana Murphy                            | Episodis "Family Affair" i "Unmasked"                                                                                      |
| 2021          | Jupiter's Legacy                            | Grace Sampson                          | Elenc principal |